# Ratchet
Ratchet es un personaje ficticio de superhéroes robots en la franquicia de Transformers. Según el creador original de los nombres de los Transformers, Bob Budiansky, Ratchet recibió el nombre del personaje de la enfermera Ratched de la película Alguien voló sobre el nido del cuco.[cita requerida] Ratchet casi siempre se presenta como un médico Autobot y un médico de combate pacificista que se convierte en una ambulancia. Ratchet es a veces referido por los nombres de marca registrada "Autobot Ratchet" o "Rescue Ratchet".

## Transformers: Generación 1

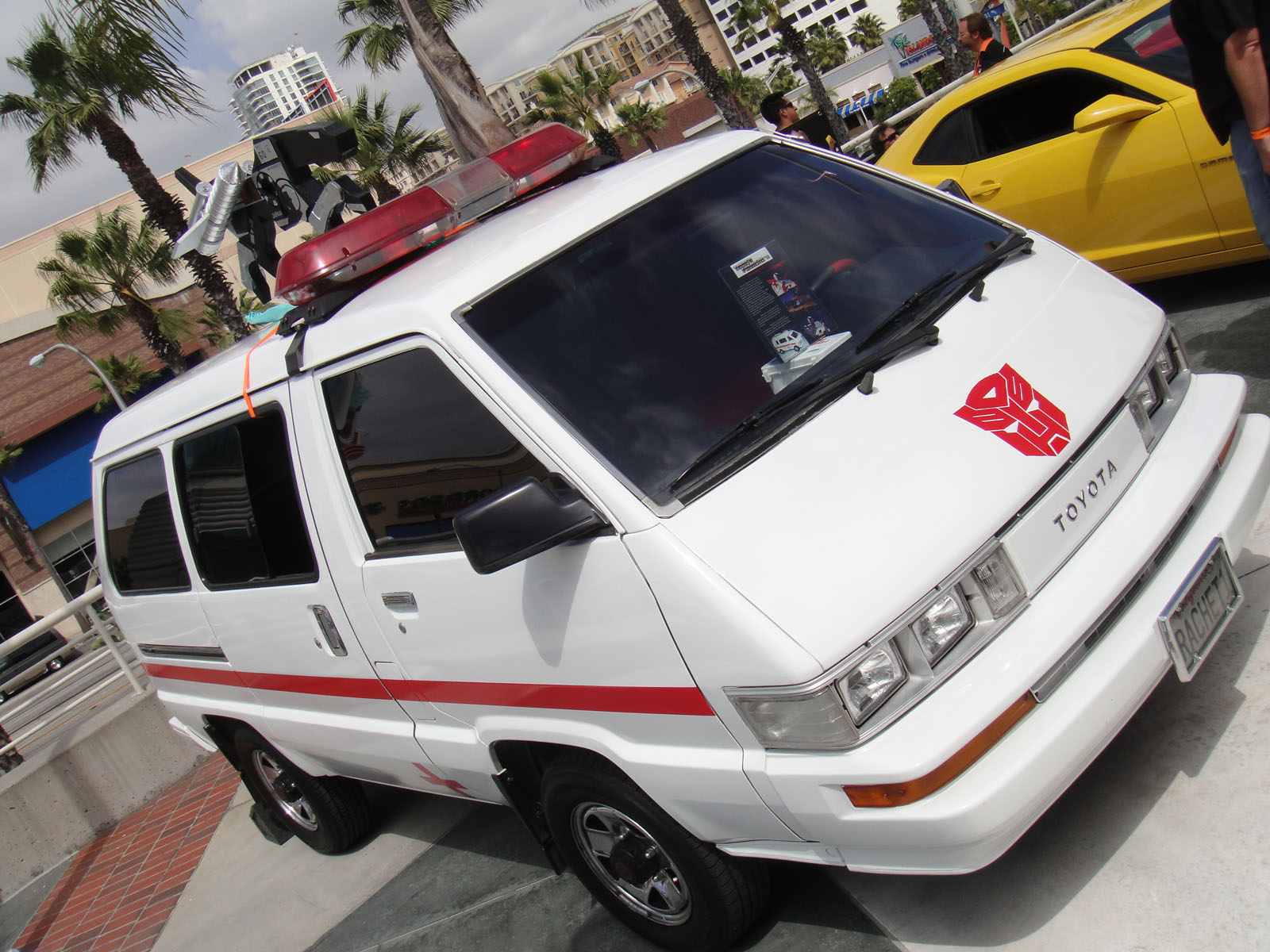
Ratchet en G1.

En la serie animada de 1984, Ratchet adopta la forma de una ambulancia tipo van japonesa modelo Nissan Vanette de color blanco y es el médico del grupo.
Ratchet es el médico de los Autobots, y por lo tanto rara veces fue visto en las batallas contra los Decepticons. Por lo general pasó un tiempo en la base Autobot con Wheeljack cumpliendo con la función en la creación y reparación de otros Autobots. Los dos de ellos fueron acreditados para la creación de los Dinobots en un intento de reforzar sus filas frente a los Decepticons. Ratchet fue asesinado en Transformers de 1986, en un ataque de los Decepticons en una lanzadera de Autobot. Los Decepticons penetraron la nave en la que este estaba a bordo junto con Ironhide, Prowl y Brawn en la cual estaban volando Ironhide y Ratchet atacaron a los invasores Decepticons juntos, después de morir Prowl y Brawn. Los dos sufrieron la misma cantidad de disparos de los Decepticons, debido a la fuerte armadura Ironhide, sobrevivió al primer ataque, pero finalmente murió por un disparo en la cabeza ocasionado por Megatron diciendo esta frase sarcástica antes de matarlo "Que Heroica tontería". Ratchet, por otra parte, fue asesinado fácilmente. Por suerte, su papel como médico fue sustituido por Wreck-Gar el líder de los Junkions, que formó una alianza y una amistad con los Autobots, y First Aid de los Protectobots.

## Transformers: Universe
Apareció en el libro Universo cómic, en el que se estableció y su participación fue muy importante en el cómic. Sin embargo en la historia cuenta que fue capturado por Unicron, pero escapó.

## Transformers: Armada
Ratchet es el nombre japonés para el personaje de Red Alert. Este personaje era un homenaje evidente al mismo Ratchet, siendo un médico Autobot que se convirtió en una ambulancia y tenía una herramienta de mano, al igual que el Ratchet de G1. 

## Transformers Animated
Es un veterano viejo robot, experto, maduro, de carácter fuerte, médico de los Autobots. Ratchet estuvo en la guerra como médico Autobot y junto al lado de Optimus Prime. Ratchet tiene imanes retráctiles en sus brazos que pueden atraer o repeler metal, así como la proyección de una pared de protección de la fuerza magnética. Los imanes pueden funcionar también como garras de pinza rudimentarios. A partir del episodio "Emoción de la cacería", Ratchet tiene un generador EMP que puede sobrecargar los sistemas de un transformador para que pueda arreglar ellos sin causarles dolor. Su personalidad está basada en Kup de G1 de la versión original. Es el mayor de los principales Autobots del elenco de la serie y el único que realmente luchó contra Decepticons en la Gran Guerra.

## Transformers Prime
Ratchet es uno de los principales Autobots en el equipo de la serie. Su apariencia robótica y la actitud es similar a su personaje de Transformers Animated. Su modo alterno es un camión de emergencia médica. Su rango es médico de los Autobots. Optimus Prime no le encarga mucho las misiones de batalla por lo que siempre está a cargo del campo científico, médico y de apoyo de los Autobots.

## Películas live-action

### Transformers

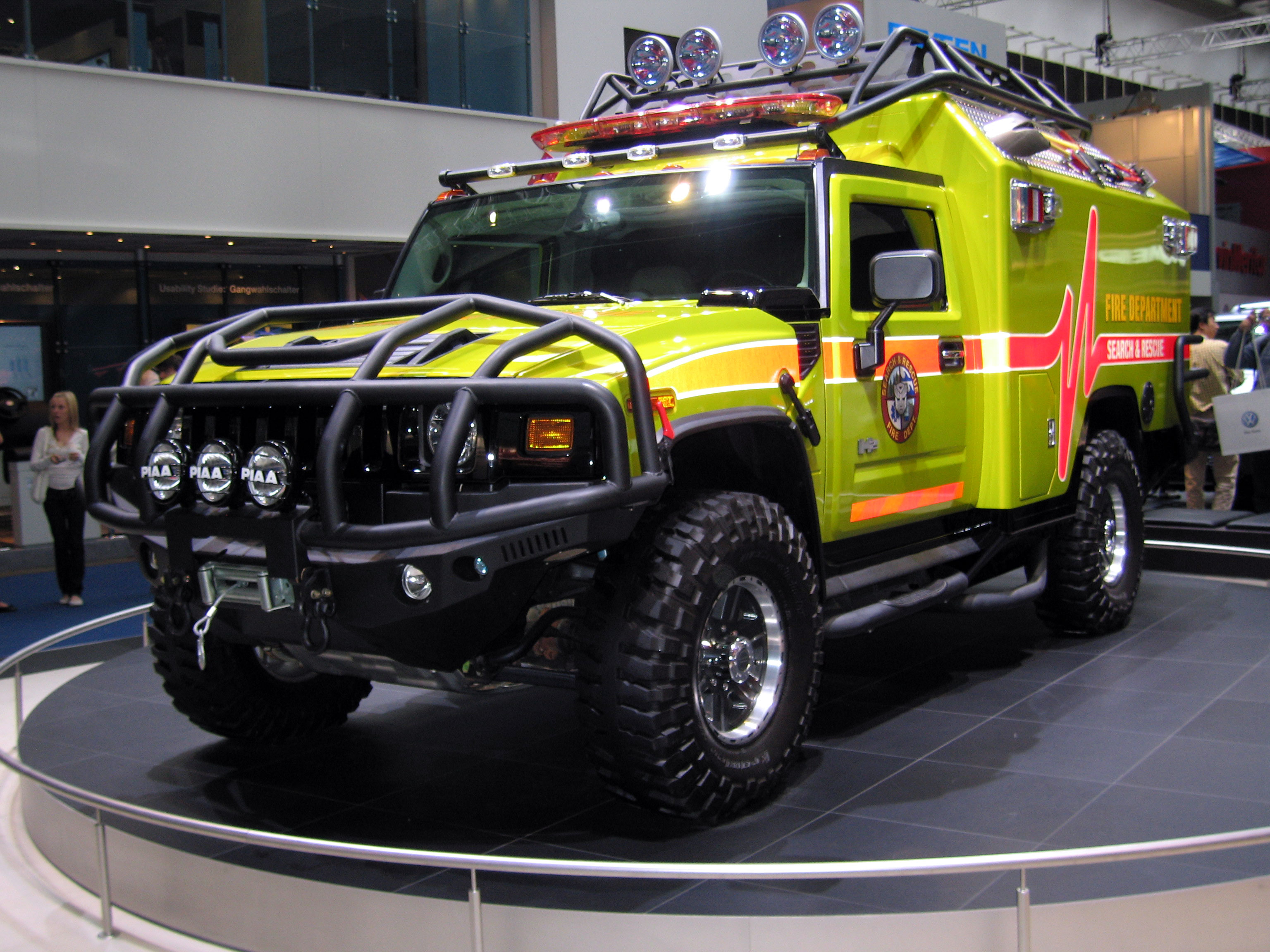
Ratchet en Transformers.

Ratchet tuvo una gran participación en la película de Michael Bay del 2007. Ratchet llega a la Tierra junto con Optimus Prime, Jazz y Ironhide, en su estado de protoforma aterriza fuera de un restaurante local y escanea rápidamente una ambulancia Hummer H2 amarilla antes de reunirse con sus compañeros Autobots. En las presentaciones de los Autobots, Ratchet involuntariamente avergüenza a Sam frente a Mikaela, ya que no entiende completamente la normativa social de los humanos, comentando que "las feromonas del chico sugieren que se quiere aparear con la mujer." utilizando sus sentidos mejorados. Los Autobots luego regresan a casa de Sam y recuperan las gafas de su bisabuelo, el capitán Archibald Witwicky (que tienen la ubicación del "Allspark"), Sam encuentra los lentes, pero antes de que pueda entregarlos a los Autobots, los agentes de una organización secreta del gobierno llamado Sector 7, de repente llega a su casa y detienen a Sam y Mikaela, y posteriormente captura a Bumblebee. Vuelve a aparecer cuando los autobots están reunidos y Optimus cuenta su intención de sacrificarse para destruir a Megatron. Ratchet reaparece y juega un papel importante en la batalla final, donde él, Jazz y Ironhide luchan contra Brawl y Blackout. Más tarde, él y Ironhide logran dar cobertura a Sam contra Blackout y Brawl ya que Sam trata de escapar con el Allspark y también participan en una batalla contra Starscream, haciendo que Sam logre llegar a un edificio. Ratchet se lesiona a manos de Starscream quien le impidió llegar a Jazz antes de que el pequeño Autobot fuera asesinado por Megatron mutilándolo a la mitad. Ratchet sobrevive a la batalla y se ve junto con Ironhide, Bumblebee, Optimus Prime viendo la puesta de sol.

#### Controversia
Entre los fanes de Transformers hay una diferencia de opinión entre sí Ratchet es un coche de bomberos o una ambulancia. Un gran porcentaje dicen que Ratchet es una ambulancia ya que en la serie Transformers Generación 1 es una ambulancia. Cierto porcentaje opinan que es un coche de bomberos ya que en el dorso pone "Fire departament". Aun así lo cierto es que Ratchet es el médico de los Autobots y tipo de vehículo en que se transforma Ratchet es uno de búsqueda y rescate perteneciente al departamento de bomberos, que normalmente cumple funciones de ambulancia en cualquier lugar del mundo.

### Transformers: la venganza de los caídos
Ratchet en su modo alterno de una camioneta de rescate amarillo Hummer H2 ahora hace parte de la N. E. S. T. junto con los demás Autobots incluyendo los recién llegados, él junto con Ironhide, Bumblebee y los demás ayudan a Sam a escapar de Megatron y Starscream después de la muerte de Optimus. Luego al traer el cadáver de Optimus llegan los del ejército con Galloway diciendo que N. E. S. T. queda suspendido, Ratchet le dice a Ironhide que abandonen el planeta pero este les convence que no, llega a Egipto con los Autobots y el ejército trayendo el cadáver de Optimus para que Sam lo reviviera, y pelea con los Decepticons. Al final Sam logra revivir a Optimus pero este se encuentra muy débil, Ratchet le da la orden a Jolt para que una a Jetfire (quien se sacrifica para darle sus partes a Optimus) con Optimus y convertirse en Jet Power Optimus Prime.

### Transformers: el lado oscuro de la luna
Ratchet reaparece en la tercera entrega de la franquicia de Michael Bay, en esta tercera entrega Ratchet aparece en un camión de rescate Hummer H2 de color verde y blanco. Ratchet es visto por primera vez en modo vehículo cuando va junto a Optimus a Chernobyl. Posteriormente se le ve en la base de NEST. Ratchet va a la Luna, donde él y Optimus encuentran a Sentinel Prime del Arca. Poco después reaparece junto a los otros Autobots en la batalla de Chicago, donde este supuestamente iba a ser ejecutado después de Bumblebee por Soundwave. Sin embargo, en ese momento antes de que Bumblebee fuera ejecutado los secuaces de Soundwave asesinan a Wheeljack, y a los pocos instantes es salvado casualmente Bumblebee después que Wheelie y Brains provocaran una inestabilidad a una Nave Decepticon que provocó el desplome de las naves de combate. Con ello, lograron que Soundwave y varios Drones Decepticons que lo acompañaban se sintieran distraídos, esta circunstancia le dio beneficio a Bumblebee para librarse de la ejecución y para eliminarlos; Ratchet fue finalmente liberado. Junto con sus compañeros autobots destruyen a los Drones decepticons. Ratchet decidió ir donde Optimus Prime para ayudarlo con Sentinel Prime , ayuda a Bumblebee a destruir el pilar de control después de que Sam mata a Dylan Gould por traidor. Sobrevive a la batalla final junto con Optimus Prime, Bumblebee, Leadfoot, Sideswipe, Topspin, Dino y Roadbuster.

### Transformers: la era de la extinción
Ratchet aparece en la cuarta película, nuevamente con un modo vehículo de rescate, la Hummer H2 de color verde y blanco. Al ser fugitivos los Autobots, Ratchet se esconde en un viejo barco atracado hasta que es atacado por los agentes de Attinger. A pesar de sus intentos de declararse Autobot y pidiendo un alto el fuego, no tienen compasión de él y Ratchet es finalmente derribado a tiros dejándolo herido muy gravemente. Lockdown, que trabaja con los agentes de Attinger, se acerca a él y le dice que lo dejará vivir si le revela donde está Optimus Prime. Ratchet valientemente se rehúsa a dar esa información, respondiendole «Jamás» y, Lockdown le arranca la chispa, asesinándolo en el momento. El cuerpo de Ratchet es llevado a los laboratorios KSI y desmontado. Ratchet es visto brevemente en una proyección de un drone de KSI, donde se ve siendo atacado por los agentes de Cemetery Wind, siendo testigos de esto Optimus y demás autobots. Su cabeza que está siendo fundida es descubierta por Cade Yeager, enfureciendo a Optimus Prime y a los otros Autobots.

### Bumblebee
Ratchet hace aparición al principio de esta película. Estando el planeta Cybertron a punto de ser tomado, Ratchet era uno de los pocos autobots que continuaban batallando. Él informa que los decepticons cruzaron las líneas del frente y posteriormente escapa junto a otros autobots del planeta.